# Лиллак, Тиина
Ильсе Кристиина Лиллак (фин. Ilse Kristiina Lillak, род. 15 апреля 1961 года, Хельсинки) — финская легкоатлетка (метание копья). Призёр летних Олимпийских игр 1984 в Лос-Анджелесе.

## Спортивная карьера
На чемпионате Европы 1982 в Афинах Лиллак заняла 4 место. 29 июля 1982 года установила мировой рекорд в Хельсинки, метнув на 72,40 метра. Он продержался до сентября, когда гречанка София Сакорафа метнула на дистанцию 74,20 метра. В следующем году Лиллак вновь побила мировой рекорд, метнув копье на дистанцию 74,76 метра. Это достижение оставалось не достигнутым до июня 1985 года, а также выступало в качестве национального рекорда до 1999 года, когда тип копья был изменён, и прежние записи были удалены.
На чемпионате мира 1983 в Хельсинки стала обладательницей золотой медали, метнув в последней попытке на 70,82 метра. На летних Олимпийских играх 1984 в Лос-Анджелесе Лиллак стала серебряным призёром, уступив в финальном раунде британке Тессе Сэндерсон.
В последующем Лиллак на международной арене не входила в число призёров. На летних Олимпийских играх 1988 в Сеуле не квалифицировалась в финальный раунд, метнув на 60,06 метра. На чемпионате мира 1991 в Токио Лиллак не прошла квалификацию, показав результат в 58,42 метра. В 1992 году она завершила карьеру и стала массажистом.

## Основные результаты
| Год  | Турнир           | Город                  | Место        | Результат |
| ---- | ---------------- | ---------------------- | ------------ | --------- |
| 1980 | Олимпийские игры | Москва, СССР           | 14-е (квал.) | 56,26 м   |
| 1982 | Чемпионат Европы | Афины, Греция          | 4-е          | 66,26 м   |
| 1983 | Чемпионат мира   | Хельсинки, Финляндия   | 1-е          | 70,82 м   |
| 1984 | Олимпийские игры | Лос-Анджелес, США      | 2-е          | 69,00 м   |
| 1986 | Чемпионат Европы | Штутгарт, Германия     | 4-е          | 66,66 м   |
| 1987 | Чемпионат мира   | Рим, Италия            | 6-е          | 66,82 м   |
| 1988 | Олимпийские игры | Сеул, Республика Корея | 15-е (квал.) | 60,06 м   |
| 1990 | Чемпионат Европы | Сплит, Югославия       | 10-е         | 58,80 м   |
| 1991 | Чемпионат мира   | Токио, Япония          | 15-е (квал.) | 58,42 м   |